# Liste der südafrikanischen Botschafter in Österreich
Die Botschaft befindet sich in der Sandgasse 33 in Döbling.
Der südafrikanische Botschafter in Wien ist regelmäßig auch bei der Regierungen in Bratislava sowie Ljubljana akkreditiert
und übernimmt auch die Ständige Vertretung Südafrikas beim Büro der Vereinten Nationen in Wien, dem Büro der Vereinten Nationen für Drogen- und Verbrechensbekämpfung, bei der Organisation der Vereinten Nationen für industrielle Entwicklung, bei der Internationalen Atomenergie-Organisation und bei der Organisation des Vertrags über das umfassende Verbot von Nuklearversuchen.

## Missionschefs
| Ernennung / Akkreditierung | Name des Amtsträgers              | Anmerkungen | Regierung in Südafrika   | akkreditiert bei der Regierung | Posten verlassen |
| -------------------------- | --------------------------------- | --- | ------------------------ | ------------------------------ | ---------------- |
| 1. Apr. 1957               | Wouter de Vos Malan               | Sitz in Rom | Charles Robberts Swart   | Julius Raab                    | 22. Juli 1957    |
| 23. Juli 1957              | Donald Bell Sole                  | Geschäftsträger | Charles Robberts Swart   | Julius Raab                    | 29. Aug. 1958    |
| 30. Aug. 1958              | Donald Bell Sole                  | Botschafter | Hendrik Frensch Verwoerd | Julius Raab                    | 24. Okt. 1961    |
| 16. Nov. 1961              | John Graham Stewart               | | Charles Robberts Swart   | Alfons Gorbach                 | 6. Feb. 1965     |
| 7. Feb. 1965               | Hendrik Gerhardus Luttig          | | Charles Robberts Swart   | Josef Klaus                    | 9. März 1967     |
| 10. März 1967              | Johann Petrus van der Spuy        | | Theophilus E. Dönges     | Josef Klaus                    | 4. Sep. 1969     |
| 9. Okt. 1969               | Simon Frank                       | (* 11. Oktober 1913 in Robertson (Südafrika)) heiratete Anna Jooste, besuchte die Vanrhynsdorp High School, Universität Kapstadt, Rechtsanwalt, 1947–1948: Botschafter in Newcastle in KwaZulu-Natal, 1952–1953: Bürgermeister von Windhoek, 1961–1969: für den Wahlkreis Omaruru (sic!), Member of the Executive Committee of the Legislative Assembly of South West Africa M.E.C for S.W.A.. 1970 bemerkte der Botschafter der RSA in Österreich, Simon Frank, dass Österreich zu den wenigen Staaten zähle, die die Republik Südafrika voll anerkannt haben und mit ihr freundschaftliche Beziehungen unterhalten. | Jacobus Johannes Fouché  | Josef Klaus                    |                  |
| 1973                       | Kurt Robert Samuel von Schirnding | |                          |                                |                  |
| 1977                       | Petrus Hendrik Meyer              | | Johannes de Klerk        | Bruno Kreisky                  | 1981             |
| 20. März 1981              | Willem Rudolph Retief             | | Marais Viljoen           | Bruno Kreisky                  | 1985             |
| 1985                       | Naudé Steyn                       | | Pieter Willem Botha      | Fred Sinowatz                  | 1987             |
| Mai 1988                   | Cécile J. Schmidt                 | | Pieter Willem Botha      | Fred Sinowatz                  | 1992             |
| 1992                       | Johannes Petrus Roux              | | Frederik Willem de Klerk | Franz Vranitzky                | 1993             |
| 27. Feb. 1996              | Nozipho Joyce Mxakato-Diseko      | (* 1. November 1956) | Nelson Mandela           | Franz Vranitzky                | 2001             |
| 7. Mai 2001                | Alfred Tokollo Moleah             | | Thabo Mbeki              | Wolfgang Schüssel              | 2004             |
| 9. Feb. 2006               | Leslie M. Gumbi                   | Leslie Mabangambi Gumbi, ao u bev. Botschafter | Thabo Mbeki              | Wolfgang Schüssel              | 2009             |
| 2010                       | Xolisa Mfundiso Mabhongo          | [ 5 ] | Jacob Zuma               | Werner Faymann                 |                  |
| 16. Jan. 2014              | Tebogo Seokolo                    | | Jacob Zuma               | Werner Faymann                 |                  |

Quelle: